# Bulevar de la fama de Puerto Banús
El bulevar de la fama de Puerto Banús fue creado a mediados de la década de 1990 en Puerto Banús, Marbella con el propósito de homenajear a personalidades que han promocionado la ciudad en el ámbito nacional o internacional mediante su dedicación profesional. En este particular bulevar, similar al ‘Sunset Boulevard’ de Los Ángeles, hay estrellas dedicadas a Julio Iglesias, Montserrat Caballé, la duquesa de Alba, Carmen Cervera, Miguel Ángel Jiménez y el empresario Juan José Hidalgo, entre muchos otros.